# Liriomyza bartaki
Liriomyza bartaki är en tvåvingeart som beskrevs av Cerny 2007. Liriomyza bartaki ingår i släktet Liriomyza och familjen minerarflugor. Inga underarter finns listade i Catalogue of Life.